# Amtech
Amtech — торговельна марка, створена в 2014 році компанією Inventec Performance Chemicals USA, для поширення своєї продукції на території Північної Америки. Компанія Inventec Performance Chemicals USA є американським філіалом французької компанії Inventec Performance Chemicals, яка, в свою чергу, входить до групи компаній Dehon Group.
Під цією торговельною маркою компанія Iventec випускає флюси, припої та паяльні пасти. Зокрема, популярні серед майстрів електронної техніки флюси RMA-223 та NC-559.